# Perfex Manufacturing
Die Perfex Manufacturing Co. Ltd. war ein britischer Automobilhersteller.

## Unternehmensgeschichte
Das Unternehmen wurde 1920 in Bournemouth gegründet. Direktoren waren S. H. Arnott und A. T. Arnott. Im gleichen Jahr begann die Produktion von Automobilen. Der Markenname lautete Perfex. 1921 endete die Produktion.
Es gab keine Verbindung zu Perfex Co. aus den USA, die ein paar Jahre vorher ehemals Automobile herstellten.

## Modelle
Das einzige Modell hatte einen Vierzylindermotor von G. B. & S. mit T-Kopf und 3260 cm³ Hubraum. Der Radstand betrug 2718 mm. Zur Wahl standen zweisitziger Roadster, Tourenwagen und Limousine. Der Neupreis von 700 bis 975 Pfund Sterling wird als hoch eingestuft.